# Moonstone (azienda)
Moonstone è uno studio giapponese di visual novel. I membri fondatori erano prima parte della Circus, uno studio di visual novel simile. Dopo la nascita della Moonstone, tra questa e la Circus ci sono state due collaborazioni per creare il gioco della Circus Suika AS+ e quello della Moonstone Gift.

## Giochi prodotti

### Moonstone
- Ashita Deatta Shōjo (30 maggio 2003)
- Imōto Watashi, Donna Koto Datte... (28 novembre 2003)
- Doko e Iku no, Ano Hi (25 giugno 2004)
- Gift (27 maggio 2004)
- Gift ~Niji Iro Stories~ (27 gennaio 2006)
- Clear (24 agosto 2007)
- Clear Crystal Stories (3 maggio 2008)
- Majisuki 〜Marginal Skip〜 (24 aprile 2009)
- Angel Ring (25 giugno 2010)
- Princess Evangile (28 luglio 2011)
- Princess Evangile: W Happiness (29 giugno 2012)
- Magical Marriage Lunatics!! (16 agosto 2013)

### Moonstone Cherry
- Ichapuri! 〜Ojō-sama to Icharabu ecchi na mainichi〜 (18 dicembre 2009)
- Imōto Paradise! 〜Onīchan to 5-ri no imōto no ecchi shi makurina mainichi〜 (28 gennaio 2011)
- Hōkago☆Erogē-bu! (23 marzo 2012)
- Imouto Paradise! 2 〜Onīchan  to Go nin no Imouto no Motto! Ecchi Shimakuri na Mainichi〜 (31 maggio 2013)